# Сьюдад-Вальес
Сьюда́д-Ва́льес (исп. Ciudad Valles) — город в муниципалитете Сьюдад-Вальес Мексики, входит в штат Сан-Луис-Потоси. Население — 172 262 человек.

## История
Город основан 25 июля 1533 года испанским конкистадором Нуньо де Гусман под названием Вилья-де-Сантьяго-де-лос-Вальес-де-Охитипа, сокращённо Вилья-де-лос-Вальес («Деревня среди долин»).  5 октября 1827 года Вилье-де-лос-Вальес был присвоен статус города («сьюдад») и населённый пункт был переименован в Сьюдад-Вальес.